# Туличівська сільська рада
| Туличівська сільська рада — адміністративно-територіальна одиниця та орган місцевого самоврядування у Турійському районі Волинської області з адміністративним центром у селі Туличів. Сільській раді підпорядковані населені пункти: - с. Туличів - с. Вербичне - с. Літин - с. Молодівка - с. Радовичі - с. Серебряниця |

## Склад ради
Рада складається з 16 депутатів та голови.

### Керівний склад ради
| ПІБ                          | Основні відомості                                                 | Дата обрання | Дата звільнення |
| ---------------------------- | ----------------------------------------------------------------- | ------------ | --------------- |
| Білецький Василь Миколайович | Сільський голова, 1954 року народження, освіта, безпартійний      | 26.03.2006   | 31.10.2010      |
| Білецький Василь Миколайович | Сільський голова, 1954 року народження, освіта вища, безпартійний | 31.10.2010   |                 |

Примітка: таблиця складена за даними джерела

## Загальні відомості
Історична дата утворення: в 1940 році.
На території, що підпорядковується Туличівській сільській раді працює 2 Початкових школи, 4 клуби, 3 бібліотеки, 4 медичних заклади, 1 відділення зв'язку, 1 АТС на 100 номерів, 6 торговельних закладів.
Села сільської ради газифіковані — Радовичі, Туличів. Не газифіковані — Вербичне, Літин, Молодівка, Серебряниця. Дороги здебільшого з ґрунтовим покриттям.
На території сільської ради проходить Автошлях Т 0309 Дубечне—Піддубці.

## Населення
Згідно з переписом УРСР 1989 року чисельність наявного населення сільської ради становила 1546 осіб, з яких 739 чоловіків та 807 жінок.
За переписом населення України 2001 року в сільській раді мешкало 1356 осіб.

### Мова
Розподіл населення за рідною мовою за даними перепису 2001 року:
| Мова       | Відсоток |
| ---------- | -------- |
| українська | 99,41 %  |
| російська  | 0,59 %   |